# Dani Shmulevich-Rom
Pour les articles homonymes, voir Rom.
Dani Shmulevich-Rom (en hébreu : דני (רום) שמולביץ), né le 29 novembre 1940 et mort le 18 janvier 2021 est un footballeur israélien qui a joué pour le Maccabi Haïfa de 1957 à 1971.
Il a participé à la Coupe du monde 1970 avec l'équipe d'Israël.

## Palmarès
- Coupe d'Israël : 1962